# 모리무라 세이이치
모리무라 세이이치(森村誠一, 1933년 1월 2일~2023년 7월 24일)는 일본의 소설가이자 작가이다. 중일전쟁(1937~1945) 동안 일본제국군 731부대가 저지른 만행을 폭로한 논란의 여지가 있는 악마의 질식(悪魔の飽食)(1981)으로 잘 알려진 인물이다.
악마의 질식은 1980년 아카하타(일본 공산당 신문)에 연재되었고, 이후 고분샤(光文社)에서 1981년과 1982년 두 권으로 발행되었다. 이어지는 논란에서 사진의 절반이 조작된 것으로 밝혀져 고분샤는 이후 책을 철회했다. 1983년 가도카와 서점에서 논란의 여지가 있는 사진을 제거한 두 번째 판이 출판되었다.
1969년에는 고층의 사각(高層の死角)으로 에도가와 람포상을 수상했다.